# Domingo Álvarez Enciso

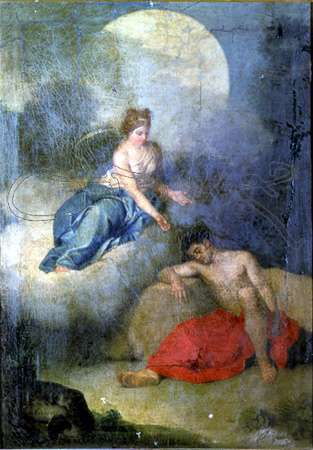
Diana i Endimione, per Domingo Álvarez Enciso

Domingo Álvarez Enciso (Mansilla de la Sierra (La Rioja), 1737 - Jerez de la Frontera, 1800) va ser un pintor d'espanyol que va realitzar còpies de quadres.
Va ser aprenent amb Anton Raphael Mengs. El 1750 un dels seus quadres li va merèixer la recompensa d'obtenir una beca per estudiar a Roma. Allà es va relacionar amb altres pintors i diverses entitats religioses li van encarregar fer còpies d'alguns quadres famosos. Després de molts anys de pràctica va tornar a Cadis per exercir el 1789 el títol de director de l'escola de belles arts.

## Obres rellevants
- Tarquini i Lucrecia (còpia de Tiziano)
- El robatori de les Sabines (còpia de Cortoni)
- Diana i Endimione, situada al museu de belles arts de Cadis.
- Concepció de la Verge, situada a la Parròquia de Sant Agustí, Cadis.
- Els quatre evangelistes
- Sant Tomàs de Villanueva socorrent als pobres
- Col·lecció de dibuixos antics de la Biblioteca de la Facultat de Belles Arts